# Асселах, Малик
Малик Асселах (фр. Malek Asselah, род. 8 июля 1986, Алжир, Алжир) — алжирский футболист, вратарь немецкого клуба «Зюдвест». Выступал за национальную сборную Алжира.

## Клубная карьера
Во взрослом футболе дебютировал в 2006 году выступлениями за клуб «Хуссейн Дей».
Своей игрой за эту команду привлек внимание представителей тренерского штаба клуба «Кабилия», к составу которого присоединился в 2010 году. Играл за команду из города Тизи-Узу следующие четыре сезона.
В течение 2014—2016 годов защищал цвета команды «Белуиздада».
В состав клуба «Кабилия» вернулся в 2016 году.

## Выступления за сборную
В 2017 году дебютировал в официальных матчах в составе национальной сборной Алжира.
В составе сборной стал участником Кубка африканских наций 2017 года в Габоне.

## Достижения
«Кабилия»
- Обладатель Кубка Алжира: 2010/11